# Гаврил Занетов
Гаврил Танасов Занетов е български юрист, историк, публицист, литературен критик и член-кореспондент на БАН от гагаузки произход.

## Биография
Гаврил Занетов е роден през 1863 г. в село Конгаз, Бесарабия, тогава в Обединено княжество Влахия и Молдавия. Завършва Болградската гимназия и право в Императорския новорусийски университет. Работи като магистрат. Бил е съдия и прокурор във Варна, Враца, Сливен и другаде. Апелативен съдия в София. Занетов е изявен литературен критик и публицист. Автор е на редица книги, студии и публикации на историческа и етнографска проблематика. Сътрудничи на повечето български периодични издания от края на 19 век, и началото на 20 век. Публикува в „Български преглед“, „Периодическо списание“, „Денница“ и други. Полемизира по въпросите на периодичния печат. Занетов е задълбочен и сериозен изследовател и познавач на Поморавието. През 1917 – 1918 година е член на Поморавския народо-просветен комитет.

## Научни трудове
- Българското население в средните векове (основно с юридическа насоченост, макар да съдържа исторически и етнографски обзор), 1902
- Западни български земи и Сърбия
- Българските колонии в Русия (1891 – 1892 г.), Периодическо списание.
- Българските колонии в Русия (1895 г.), Периодическо списание.
- Две статии по нашата литература. 1893 г.
- В Сръбско и Хърватско. 1898 г.
- Първите влашки господари (1900 – 1901 г.), Периодическо списание  Архив на оригинала от 2010-07-28 в Wayback Machine..
- Българското население в средните векове. Историко-юридически скици. Русе, 1902
- Едно пътуване от Цариград до Яш в Молдова през зимата на 1775 г. от Конт Д. Хатурив. 1906 г.
- Българи на Морава. 1914 г.също * [неработеща препратка],  Архив на оригинала от 2010-07-28 в Wayback Machine.
- Западните предели на българската народност. 1916 г.
- Западни български земи и Сърбия. С. 1917 г.[неработеща препратка]
- Населението по долината на Велика Морава. София, 1918също * [неработеща препратка]
- Австро-германската политика към България.
- Българските народни песни от село Конгаз, Бесарабия. 1933 г. [1]